# Bingstetter See
Der Bingstetter See ist eine Staustufe der Wertach und dient zur Energiegewinnung.

## Lage
Der See liegt etwa vier Kilometer südöstlich von Bad Wörishofen im schwäbischen Teil Bayerns. Durch den Bingstetter See verläuft die Grenze zwischen den Landkreisen Unterallgäu und Ostallgäu.

## Name
Der Name des Stausees erinnert an die seit dem Mittelalter verschwundene Siedlung Bingstetten.

## Geschichte
In den 50er Jahren des 20. Jh. wurde der Bingstetter See durch den Bau einer Staumauer an der Wertach aufgestaut. Bauherr war Martin Fleschhut, Besitzer der Hammerschmiede an der Wertach in Pforzen, welcher schon seit 1927 ein Wasserkraftwerk in Stockheim betrieb. Eine Bronzetafel am Turbinenhaus verweist auf das Jahr 1955.
Im Zug der Bauarbeiten wurde eine seit Jahrhunderten von Bauern und Fuhrleuten genutzte Furt bei Frankenhofen überflutet. Die ansässigen Bauern drangen daher vor dem Bau auf den Bau einer Brücke, der schlussendlich 1953 erfolgte. Fleschhut hatte den Kraftwerksbau ohne Genehmigung begonnen, daraufhin erzielten die Parteien auf Vermittlung des Landratsamtes eine außergerichtliche Einigung: Die Bauern hatten dabei mit 20.755,- Mark zwei Fünftel der Baukosten zu tragen. Die Stahlbrücke wurde vom Augsburger Eisenwerk Gebrüder Frisch realisiert, die Beton-Widerlager auf beiden Seiten von Mui & Pitroff erstellt. 1955 wurde die Brücke von der Gemeinde Frankenhofen übernommen. Die Brücke ist derzeit noch für KFZ bis 3,5 t freigegeben.
Im Jahr 1985 wurde das Kraftwerk verkauft.